# Cora klenei
Cora klenei là loài chuồn chuồn trong họ Polythoridae. Loài này được Karsch mô tả khoa học đầu tiên năm 1891.